# Chiesa di Sant'Egidio (Firenze)
La chiesa di Sant'Egidio è un luogo di culto cattolico che si trova al centro del porticato dell'ospedale di Santa Maria Nuova nel centro storico di Firenze.

## Storia e descrizione
Di antichissima fondazione, faceva parte di un convento romanico che era situato fuori le mura. Incluso nella cerchia arnolfiana, nel 1288 si trovò davanti al primo nucleo dell'ospedale di Santa Maria Nuova, fondato da Folco Portinari e presto ampliato, tanto che nel 1296 il primo spedalingo Benedetto Ridolfo da Montebonello, coi figli di Folco, decise di acquistare il convento di Santì'Egidio per farne una nuova sede. All'epoca infatti era abitato da soli otto Frati della penitenza di Gesù Cristo detti "della Sacca", e venne stabilito un prezzo di 2140 fiorini. Da allora Sant'Egidio divenne la chiesa dell'ospedale, e tuttora ne segue le sorti. 
Fu ricostruita una prima volta, mantenendo un'unica navata senza transetto, su iniziativa dello spedalingo Benedetto da Montebello, che affidò il disegno a Lorenzo di Bicci. Fu riconsacrata nel 1419 da papa Martino V. Della prima ricostruzione quattrocentesca resta oggi solo un affresco di Bicci di Lorenzo, con la Consacrazione di Sant'Egidio, oggi staccato e conservato dentro l'ospedale.

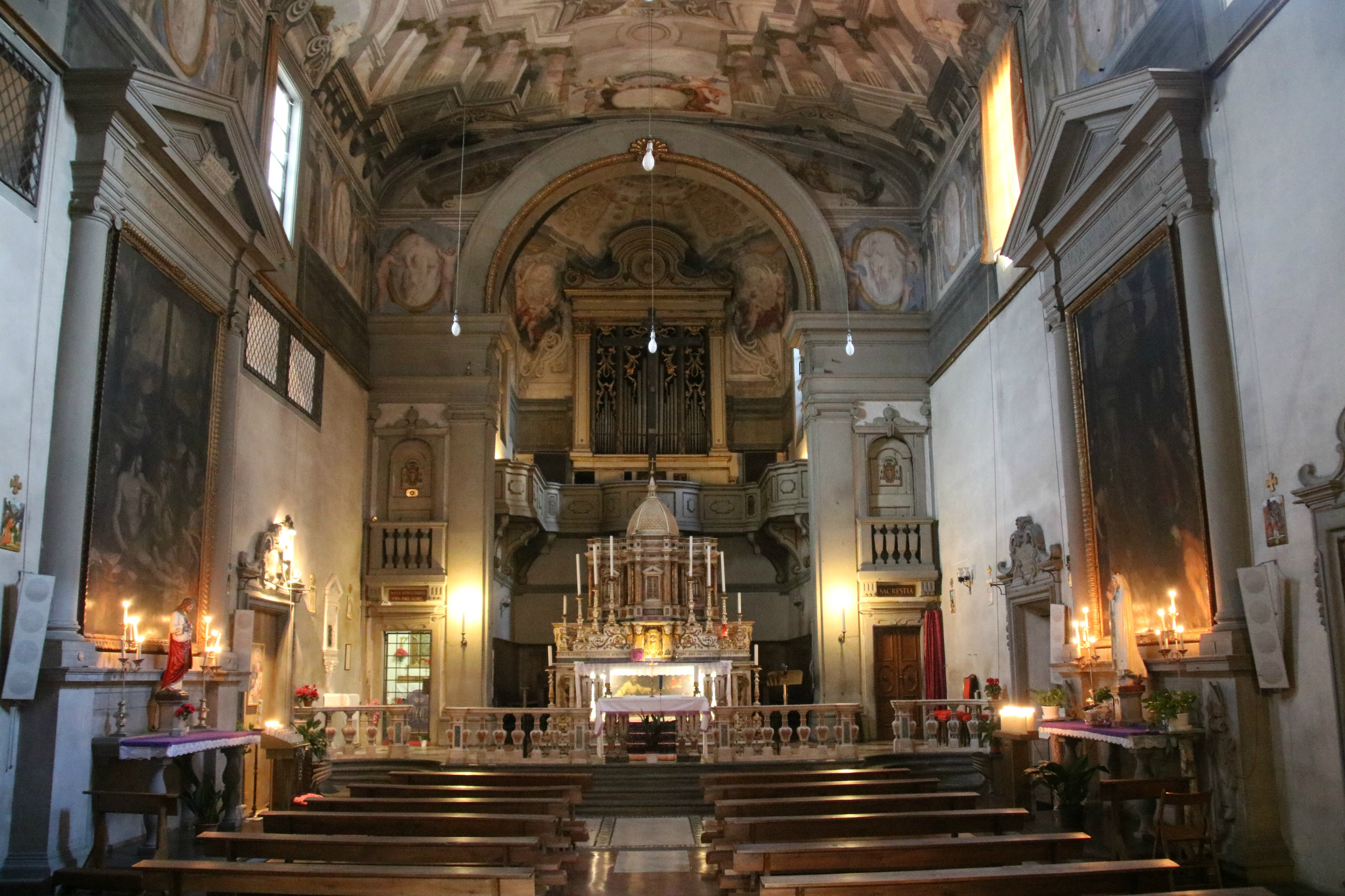
Veduta interna

Fra il 1439 e il 1461 vi lavorarono ad un ciclo di affreschi alcuni dei più famosi artisti del Rinascimento: da Domenico Veneziano a Piero della Francesca ad Andrea del Castagno e Alesso Baldovinetti, ma la loro opera, che secondo i contemporanei aveva un'importanza tra le opere del primo rinascimento pari solo a quello della Cappella Brancacci, è andata quasi completamente distrutta: ne rimangono solo alcuni frammenti e sinopie, per altro poco significativi perché relativi alla sola fascia inferiore, conservati presso il Museo del Cenacolo di Sant'Apollonia. Al 1450 risale il Tabernacolo del Santissimo Sacramento, composto da una decorazione marmorea con un'Annunciazione a bassorilievo di Bernardo Rossellino e da uno sportello in bronzo decorato con un Cristo Benedicente da Lorenzo Ghiberti (lo sportello originale si trova nel museo dell'ospedale).
All'altare maggiore si trovava l'Adorazione dei Magi di Lorenzo Monaco, capolavoro dello stile gotico internazionale fiorentino, oggi agli Uffizi, sostituita nel 1483 dall'ancora più importante Trittico Portinari di Hugo van der Goes, la grandiosa pala d'altare fiamminga che fu ammirata e copiata studiata dai maggiori artisti fiorentini, come Domenico Ghirlandaio e Sandro Botticelli, pure agli Uffizi. Grazie al confronto con opere fiamminghe l'arte fiorentina raggiunse infatti nuovi vertici di realismo e luminosità che i maestri delle Fiandre conoscevano già.

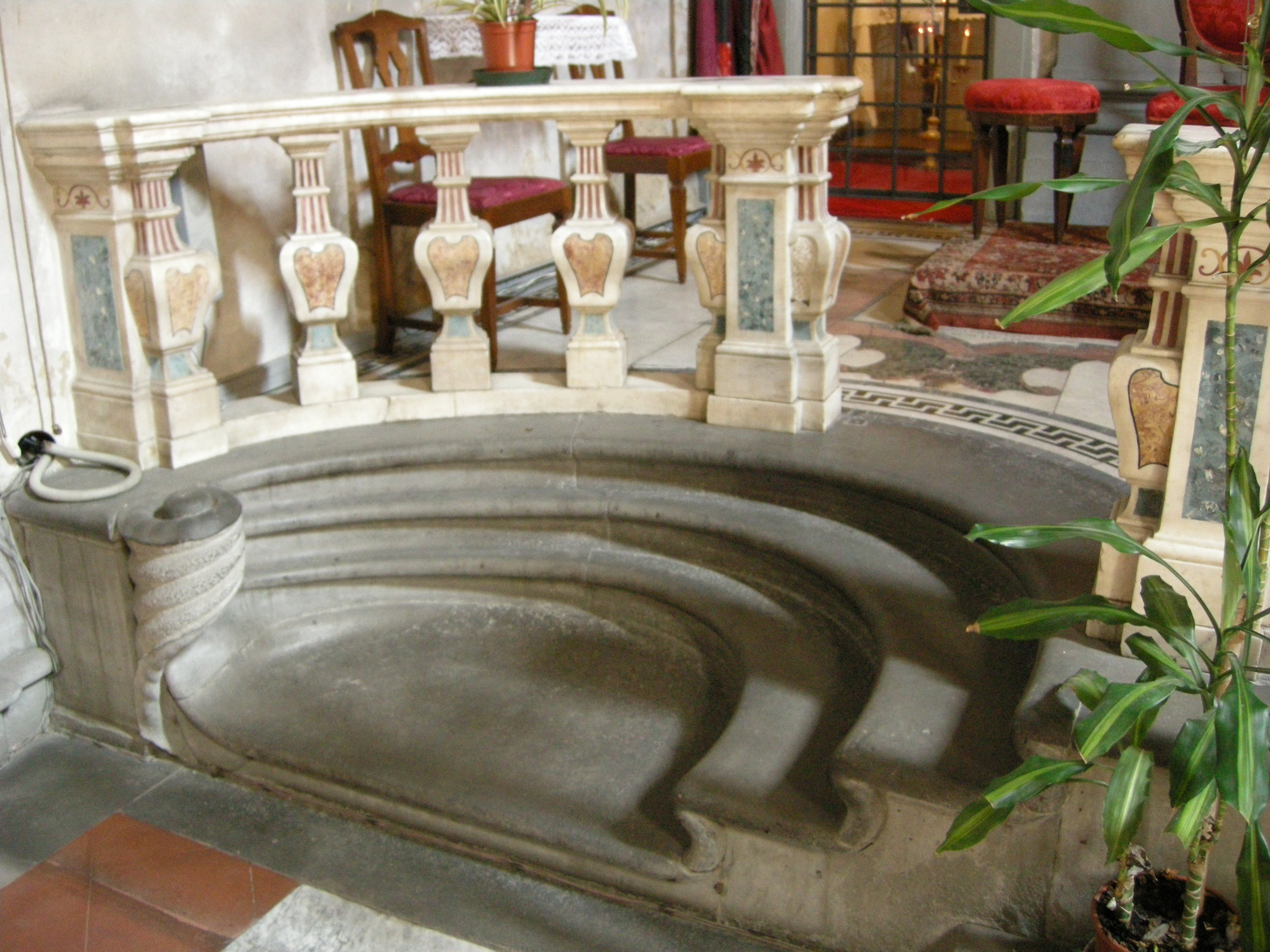
La scalinata del Buontalenti

L'aspetto attuale della chiesa è dovuto all'ultimo rinnovo della fine del Cinquecento, progettato da Bernardo Buontalenti e messo in opera da Giulio Parigi, quando gli affreschi furono coperti da quattro altari laterali controriformati in pietra serena, decorati con grandi pale. Sempre al Buontalenti risale l'invenzione della gradinata ricurva che porta al piano rialzato dell'altare, mentre la balaustra, anche se si fonde armoniosamente, è del secolo successivo, come l'altare decorato con intarsi di pietre dure, il cosiddetto commesso fiorentino. La pala d'altare ritrae Sant'Egidio nella spelonca ed è di Giacinto Gemigniani da Pistoia, autore seicentesco. 
A
Agli altari si trovano poi le seguenti tele:
- Madonna che offre il Bambino a sant'Antonio da Padova con i santi Francesco e Nicola di Felice Ficherelli detto Il Riposo (1654-1657)
- Probatica piscina di Giovan Battista Paggi (1592)
- Deposizione di Alessandro Allori (1579)
- San Ludovico di Tolosa risana gli scrofolosi del Volterrano (1664-1665 circa)

La decorazione del soffitto con la Gloria di sant'Egidio tra figure allegoriche risale al 1720-1730 circa ed è frutto della collaborazione tra Giuseppe Tonelli, autore delle quadrature architettoniche, e di Matteo Bonechi, pittore di figure.
Fra le personalità sepolte spicca Folco Portinari, il fondatore dell'ospedale, sepolto davanti alla scalinata con altri personaggi della sua famiglia. Molte delle opere originali della chiesa sono oggi situate nelle stanze di rappresentanza dell'ospedale di Santa Maria Nuova.

## Confraternite
Nella chiesa e nei suoi annessi si riunirono nel tempo alcune confraternite. Tra le più importanti ci furono:
- Compagnia della Santa Croce dei Tessitori di seta
- Compagnia del Crocifisso e Santa Maria Maddalena dei Bianchi
- Compagnia di Santa Maria dei Raccomandati della Crocetta

## Opere già in Sant'Egidio
- Beato Angelico, Incoronazione della Vergine, oggi agli Uffizi
- Lorenzo Monaco, Adorazione dei Magi, oggi agli Uffizi
- Hugo van der Goes, Trittico Portinari, oggi agli Uffizi
- Hans Memling, Trittico di Benedetto Portinari, oggi agli Uffizi e alla Gemäldegalerie di Berlino